# Skamandros (Flussgott)
Skamandros (altgriechisch Σκάμανδρος Skámandros) ist in der griechischen Mythologie der Gott des Flusses Skamandros. Er war laut Hesiod einer der Flussgötter, die Okeanos mit Tethys zeugte. Als seine Kinder werden unter anderem Rhoio, Teukros und Kallirrhoë genannt.

## Trojanische Mythen
Homers Ilias zufolge hieß der Flussgott nur bei den Menschen Skamandros, bei den olympischen Göttern hingegen Xanthos. In Troja, am Ufer des Flusses gelegen, genoss er göttliche Verehrung und besaß einen eigenen Priester namens Dolopion; man opferte ihm Stiere und warf lebende Pferde in seine Strudel. Mit Idaia, einer Nymphe des Idagebirges, wurde er Vater des Teukros, des ersten trojanischen Königs. Skamandros’ Tochter Kallirrhoë heiratete Tros, der als Ahnherr der Troer gilt. Der spätere Heerführer Hektor nannte seinen Sohn Astyanax auch bei dem Namen Skamandrios.
Während der Belagerung stand der Gott den Troern bei. Schon im Vorfeld hatte eine der Warnungen gelautet, Rhesos dürfe seine Rosse nicht an jenem Fluss tränken, wenn die Achaier siegreich bleiben wollten. Als Achilleus später in seinen Fluten unter den Verteidigern der Stadt wütete, gab Skamandros Asteropaios, dem Anführer der Paionier, neuen Mut; Achilleus aber erschien er in menschlicher Gestalt und befahl ihm, das Flussbett zu verlassen. Dieser gehorchte zunächst; als er aber bald darauf wieder ins Wasser sprang, jagte der Gott den Helden in das ebene Gelände hinaus und verfolgte ihn. Poseidon und Athene sprangen Achilleus bei, woraufhin Skamandros seinen Bruder Simoeis zu Hilfe rief. Erst Hephaistos, von Hera gesandt, konnte mit seinem Feuer dem Flussgott Einhalt gebieten.
Bei Plutarch ist von einer Tochter des Skamandros namens Glaukia die Rede. Sie war schwanger von Deimachos; als dieser vor Troja fiel, suchte sie Schutz bei Herakles. Der Heros brachte sie nach Böotien, wo sie einen Sohn gebar. Sie nannte ihn nach seinem Großvater: Skamandros. Als der Enkel später über Eleon herrschte, wurde der Fluss Inachos zu seinen Ehren in Skamandros umbenannt.

## Abweichende Genealogien
Im Gegensatz zur von Hesiod angegebenen Genealogie erscheint Skamandros bei Homer als Sohn des Zeus.
In einer anderen Version war Skamandros ursprünglich ein König von Kreta. Wegen einer Hungersnot verließ er die Insel mit einem großen Teil seines Volkes. Apollon hatte ihm geweissagt, er solle sich dort niederlassen, wo er des Nachts von „Eingeborenen“ belagert würde. In Phrygien nun stellten die Auswanderer eines Morgens fest, dass nächtens Mäuse die Bogensehnen und das Lederzeug der Waffen angefressen hatten. Skamandros sah die Weissagung erfüllt, und sie schlugen am Fuße des Ida ihren Wohnsitz auf. Bei einem späteren Kampf gegen die benachbarten Bebryker stürzte der König in den Fluss Xanthos und verschwand. Die Kreter nannten das Gewässer hernach Skamandros. Der Sohn ihres Anführers, Teukros, wurde seinerseits König dieser Lande. Interessant ist in diesem Zusammenhang, dass auch das Zentralmassiv Kretas Idagebirge genannt wird.
Strabo erwähnt die gleiche Legende über die Gründung des Ortes Hamaxitos im äußersten Südwesten der Troas durch die Teukrer (anstelle von „Eingeborenen“ spricht er jedoch von „Erdgeborenen“). Darin sieht er den Grund für die Darstellung einer Maus am Fuße der von Skopas erstellten Statue des Apollon Smintheus in dessen Tempel im nahegelegenen Chryse.
Bei Pseudo-Plutarch wiederum ist zu lesen, dass Skamandros ein Sohn der Demodike und des Korybas gewesen sein soll. Während der Mysterienfeiern der Rhea erblickte er das Antlitz der Göttin, wurde darob rasend und stürzte sich in den Xanthos. Eine spätere Sage knüpft daran an: Am Flusse Skamandros wachse seitdem eine Pflanze mit zitternden Beeren; wer sie bei sich trage, fürchte sich vor keinen göttlichen Erscheinungen.